# Jeanne Cagney

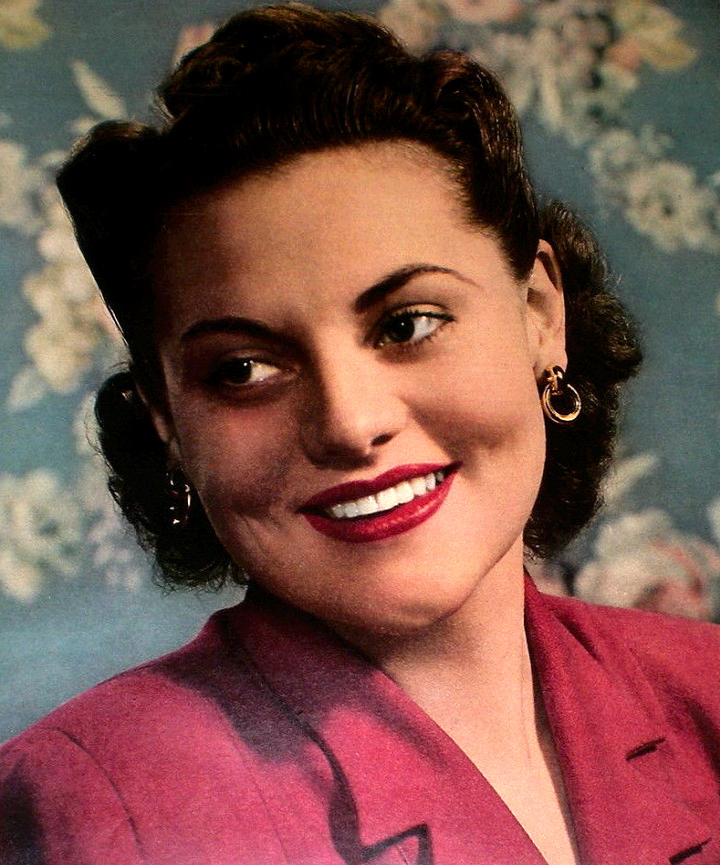
Jeanne Cagney (1942)

Jeanne Carolyn Cagney (* 25. März 1919 in New York City, New York; † 7. Dezember 1984 in Newport Beach, Kalifornien) war eine US-amerikanische Schauspielerin.

## Leben
Jeanne Cagney wurde in eine irischstämmige Familie in New York geboren. Ihr Vater starb bereits im Oktober 1918, fünf Monate vor ihrer Geburt, an der Spanischen Grippe. Sie hatte vier ältere Brüder, zu denen die Schauspieler und Filmproduzenten James Cagney und William Cagney gehören. In den 1930er-Jahren studierte Jeanne Cagney am Hunter College und wurde Mitglied der Gesellschaft Phi Beta Kappa. Zwar überlegte sie zunächst, Ärztin zu werden, entschied sich aber schließlich für eine Karriere als Schauspielerin und Fotomodell. Zu diesem Zeitpunkt war ihr zwanzig Jahre älterer Bruder James bereits ein großer Filmstar in Hollywood geworden, doch sie wollte sich unabhängig von ihm einen Namen machen und studierte hierfür Schauspiel am Pasadena Playhouse.
Ihre ersten Filme drehte Jeanne Cagney in den Jahren 1939 und 1940 unter Vertrag von Paramount Pictures. Danach spielte sie einige Zeit Theater in San Francisco, um weitere Schauspielerfahrung zu sammeln. 1942 wurde sie in der oscarprämierten Filmbiografie Yankee Doodle Dandy an der Seite ihres Bruders besetzt. Während dieser den legendären Broadway-Entertainer George M. Cohan darstellte und dafür den Oscar gewann, verkörperte Jeanne die jüngere Schwester Josie Cohan. Später drehten Bruder und Schwester Cagney noch die Filme The Time of Your Life (1948), A Lion Is in the Streets (1953) und Der Mann mit den 1000 Gesichtern (1957) zusammen.
Zwischen 1943 und 1947 spielte Jeanne Cagney in vier Produktionen am Broadway, darunter als Margie in Eugene O’Neills Schauspiel Der Eismann kommt. Zu ihren späteren Filmrollen zählen unter anderem die weibliche Hauptrolle neben Mickey Rooney im Film noir Quicksand (1950) sowie eine Nebenrolle im Thriller Versuchung auf 809 (1952) mit Marilyn Monroe und Richard Widmark. Insgesamt blieb ihr aber der große Durchbruch zum Filmstar verwehrt. In den 1950er-Jahren spielte sie häufiger in Fernsehserien und übernahm schließlich für 12 Jahre die Moderation der Fernsehshow Queen for a Day, in der sie vor allem Mode- und Schönheitstipps gab. 1965 stand sie letztmalig vor der Kamera, für den Western Revolver diskutieren nicht. Insgesamt umfasst ihr filmisches Schaffen rund zwei Dutzend Produktionen für Film und Fernsehen.
Jeanne Cagney war zweimal verheiratet und hatte zwei Kinder. Sie wohnte die letzten 13 Jahre ihres Lebens im kalifornischen Newport Beach, wo sie 1984 nach einer längeren Erkrankung an Lungenkrebs im Alter von 65 Jahren starb.

## Filmografie (Auswahl)
- 1939: All Women Have Secrets
- 1940: Golden Gloves
- 1940: Queen of the Mob
- 1940: Rhythm on the River
- 1942: Yankee Doodle Dandy
- 1948: The Time of Your Life
- 1950: Quicksand
- 1951–1953: Family Theatre (Fernsehserie, 3 Folgen)
- 1952: Versuchung auf 809 (Don’t Bother to Knock)
- 1953: A Lion Is in the Streets
- 1955: Kentucky Rifle
- 1957: Der Mann mit den 1000 Gesichtern (Man of a Thousand Faces)
- 1963: Claude (Kurzfilm, Stimme)
- 1965: Revolver diskutieren nicht (Town Tamer)